# Villaggio Olimpico
Pour les articles homonymes, voir Villaggio.
Villaggio Olimpico est une zone urbaine de la ville de Rome située dans le Municipio II.

## Situation
La zone, désignée par le code 2.a, est située dans le Municipio II et le quartier de Parioli.

## Historique
Les organisateurs profitent des Jeux pour réhabiliter le quartier défavorisé de Campo Parioli, au Nord de la ville. Leur objectif est de construire un quartier moderne et permanent pour réduire la pénurie de logement de la ville. Les travaux commencent le 10 mai 1958 et durent moins de deux ans. Les rues du quartier portent le nom de délégations ou de grands noms du sport, dont Nedo Nadi et Pierre de Coubertin. Les infrastructures du village olympique de 1960 sont neuves, comme celles des Jeux précédents. Les principaux architectes en sont Vittorio Cafiero, Adalberto Libera, Amadeo Nuccichenti, Vincenzo Monaco et Luigi Moretti, directement inspirés par Le Corbusier,.
Le village olympique est composé de 33 immeubles de deux à cinq étages sur 35 hectares, dont environ un quart est construit. Ils peuvent héberger environ 8 000 personnes réparties dans 1 348 appartements. Les bâtiments reposent sur des piliers de béton de la hauteur d'un étage qui permettent l'installation de pelouses et de parterres floraux sur l'ensemble du site. Le site est traversé par une double voie surélevée, le Corso di Francia, qui mène au pont Flaminio. Les infrastructures temporaires incluent un centre d'accueil, dix restaurants et des bâtiments utilitaires. Une infirmerie, des magasins, un club et un cinéma en plein air sont érigés. Les femmes dorment dans un quartier séparé, mais partagent les infrastructures avec les hommes.
Les premiers athlètes arrivent le 25 juillet 1960 et les derniers repartent le 20 septembre de la même année.
Après les Jeux, le lieu est utilisé comme logement pour les fonctionnaires d'État. Dans les années 1970, l'association responsable des logements est dissoute et le quartier est abandonné par les fonctionnaires et investi par des squatteurs. Dans les années 2000 et avec l'ouverture d'une salle de concert voisine, le quartier regagne en popularité et sa réputation s'améliore.

## Démographie
L'ensemble comptait 2 880 habitants en 2010.

## Galerie

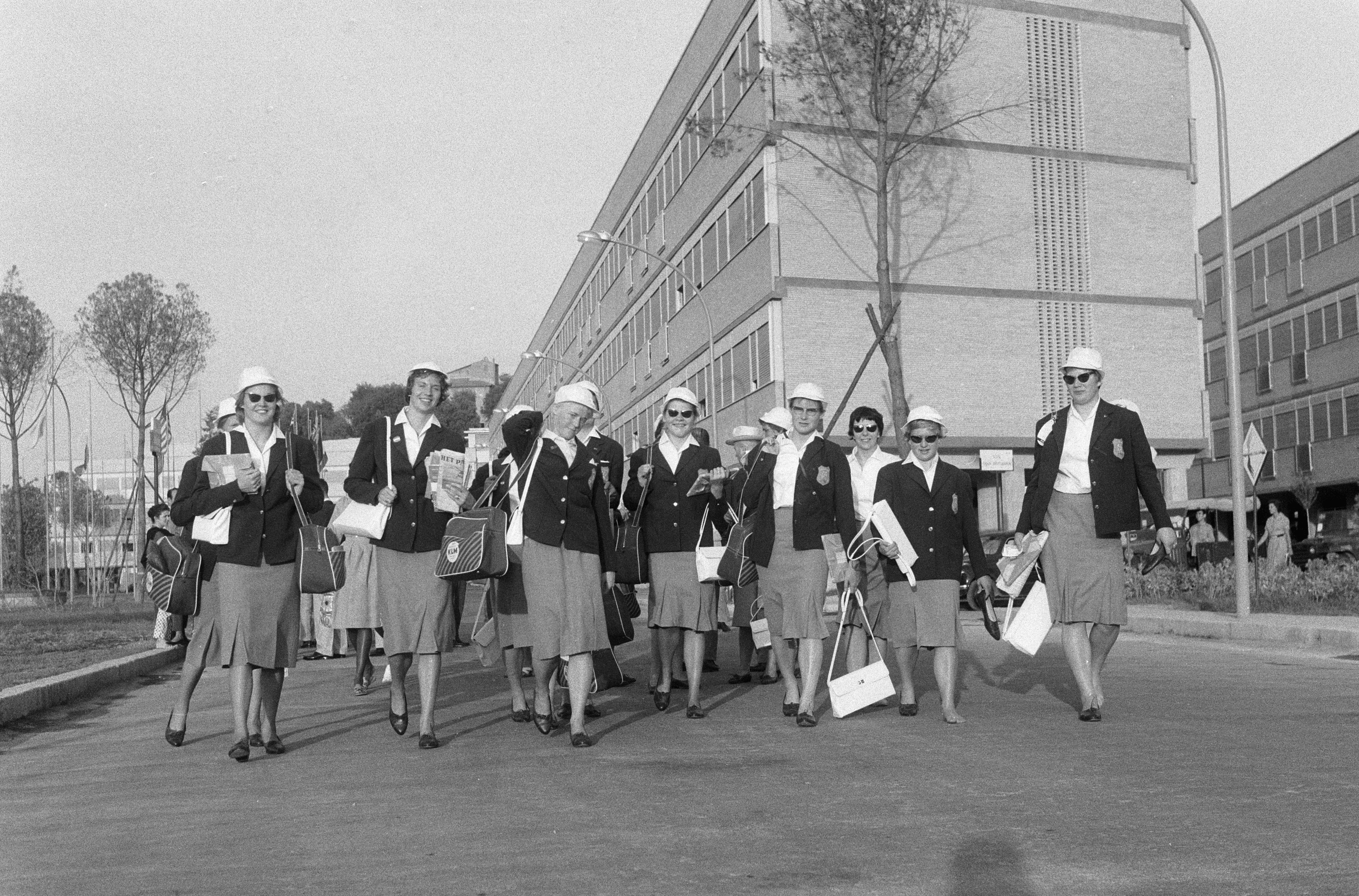
Nageuses néerlandaises dans le village olympique de Rome.
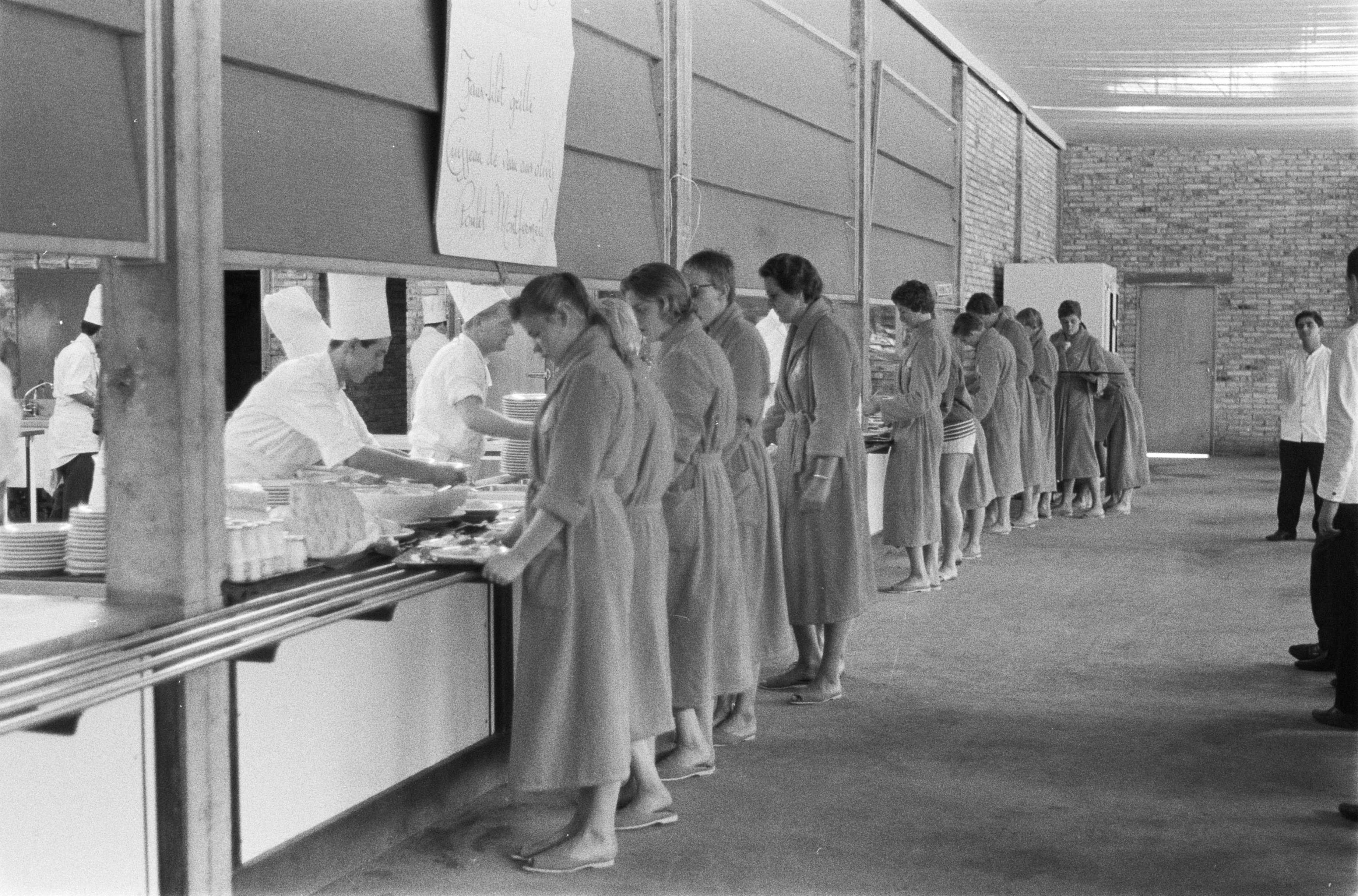
Cantine aux Jeux olympiques de Rome.
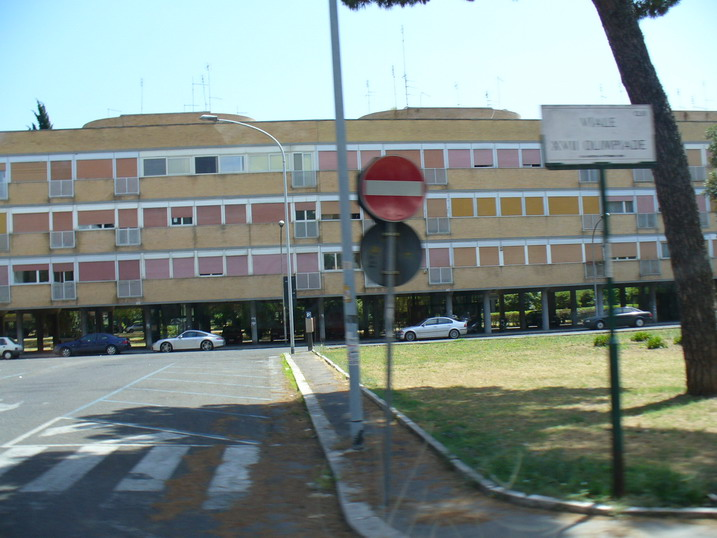
Village olympique de Rome en 2007.
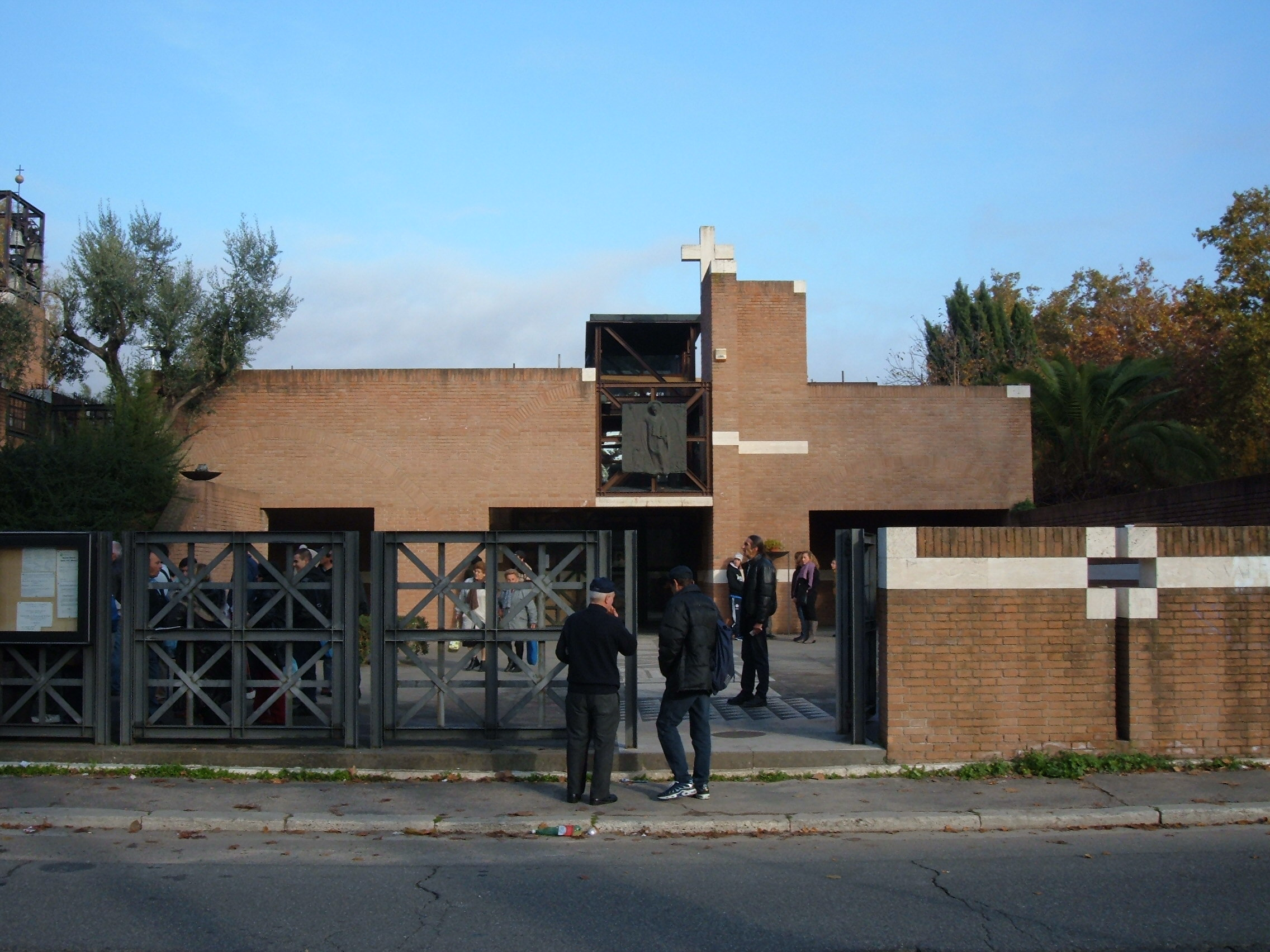
Église San Valentino (it), dans le village olympique, en 2009.